# Schneeball Records
Schneeball Records ist ein im Jahr 1976, damals noch unter dem Namen April Records gegründetes Plattenlabel.

## Geschichte
Im Jahr 1976 beschlossen vier westdeutsche Musikgruppen und ein Liedermacher, bedingt durch Auflagen, Werk und Auftreten betreffend, aber auch generell als deutliche Abgrenzung zur Industrie, ihr Schicksal und ihre Produktionen in ihre eigenen Hände zu legen. Embryo, Missus Beastly, Sparifankal, Ton Steine Scherben und Julius Schittenhelm gründeten die Plattenfirma April Records und organisierten untereinander den Vertrieb. Musik im Vertrieb der Musiker war das übergeordnete Leitbild.
Vorbilder in Europa gab es nicht, wegweisend am Beginn war sicher der Filmverlag der Autoren, dem es bereits einige Jahre zuvor gelungen war, die Marktmacht anglo-amerikanischer Produktionen marginal zurückzudrängen, um so für Macher aus den eigenen Reihen eine Möglichkeit der Existenz zu erarbeiten.
Der Start von April Records erregte Aufsehen. Auch in der Industrie: Nach einem angedrohten Rechtsstreit mit CBS erfolgte die Umbenennung 1977 in Schneeball. Die Lage wurde dadurch schwierig. Mit dem „April ist Schneeball“ Sampler ist es nochmal gelungen in der Musik und Medienlandschaft erkennbar zu bleiben. Ein wichtiger Kooperationspartner für den Vertrieb über den Buchhandel ist das Trikont Label „Unsere Stimme“ das aus dem Trikont Buchverlag herausgewachsen ist. Parallel entwickelte sich die „Umsonst und draußen“ Festival Bewegung als Organisationsform für kommerzfreie Musikfestivals. Neue Labels wurden gegründet, wie NO FUN, Zickzack, Eigelstein, Subup.
Anfang der 1980er Jahre übernahm EfA (Energie für Alle) den Vertrieb der Label. Als neues Gemeinschaftsprojekt der Musiker aus den verschiedenen Bands wurden zwei Opern (Schneeball Oper 1 und 2) entwickelt. Hierbei dokumentiert sich auch der gemeinsame Wille über den eigenen Band-Horizont hinaus, zusammenzuarbeiten.
Die Blütezeit von Schneeball war Mitte 1980 vorbei, die Gründe waren vielfältig, Ton Steine Scherben lösten sich auf, Rio Reiser machte Solokarriere bei Sony. Auch bei Embryo ist nach einer Indienreise die lange gemeinsame Zeit der Musiker und Komponisten Christian Burchard, Roman Bunka und Uve Müllrich zu Ende. Entstanden war noch die Doppel-LP Embryo´s Reise und Roadmovie und Musikdoku „Vagabundenkarawane“ von Werner Penzel und Nico Humpert.
Embryo’s Dissidenten spalten sich ab und gründeten das Label Exil, ebenfalls bei Indigo. Othmar Schreckeneder, Embryo-Produzent ab 1972, veröffentlichte bis Mitte der 1990er Jahre weiter Tonträger mit Embryo und deren Gast-Musikern aus vielen Kulturkreisen. Daneben veröffentlichte er Hörspiele des Bayerischen Rundfunks (Ernst Jandl, Grace Yoon) und Künstler wie Eugen de Ryck, Chris Karrer, Amon Düül II.
Auch in den 2000er Jahren gibt es gelegentliche Veröffentlichungen, z. B. Charlie Mariano mit Ramamani 2006 oder Peter Michael Hamel mit Thomas Gundermann.

## Die ersten Erscheinungen auf April/Schneeball
- (0000): Sparifankal - Bayernrock
- (0001): Missus Beastly - Dr. Aftershave and the Mixed Pickles
- (0002): Ton Steine Scherben - Wenn die Nacht am tiefsten …
- (0003): Embryo - Live
- (0004): Julius Schittenhelm - Aristoteles
- (0005): Embryo - Bad Heads and Bad Cats
- (0006): Brühwarm Theater / Ton Steine Scherben - Mannstoll
- (0007): Ton Steine Scherben - Keine Macht für Niemand
- (0008): Ton Steine Scherben - Warum geht es mir so dreckig?
- (0009): Real Ax Band - Nicht stehenbleiben - Move your ass in time
- (0010): Embryo - Apo Calypso
- (0011): Missus Beastly - Spaceguerilla
- (0016): Brühwarm / Ton Steine Scherben - entartet!
- (2012): Munju - Highspeed Kindergarten
- (0013): APRIL ist SCHNEEBALL (Sampler)
- (2014): Moira - Crazy Count Down
- (2015): Checkpoint Charlie - Frühling, der Krüppel
- (2017): Munju - Moon You
- (0018): Sparifankal - Huraxdax Drudnhax
- (2019): Checkpoint Charlie - Die Durchsichtige
- (0020): Embryo - Embryo’s Reise
- (0021): Julius Schittenhelm - Müllmutanten
- (0023): Embryo - Live
- (2022): Munju - Brot & Spiele
- (2024): Checkpoint Charlie - Kravall im Schweinestall
- (3025): Hammerfest - Hier bei uns
- (3026): Hammerfest - Schleudertest
- (0034): Captain Sperrmüll: Die Sonne geht auf
- (1035): Hammerfest - Dezente Elemente